# Shirley Topley
Shirley Anna Topley (Hondo, 14 aprile 1934) è un'ex cestista e giocatrice di softball canadese.

## Carriera
Con il Canada ha disputato due edizioni dei Giochi panamericani (Città del Messico 1955, Chicago 1959).